# 库维奥
库维奥（義大利語：Cuvio），是意大利瓦雷泽省的一个市镇。总面积5平方公里，人口1678人，人口密度335.6人/平方公里（2009年）。国家统计（ISTAT）代码为012063。